# Acromyrmex echinatior
Acromyrmex echinatior é uma espécie de inseto do gênero Acromyrmex, pertencente à família Formicidae.